# SV Braunsbedra
Der SV Braunsbedra ist ein deutscher Sportverein aus Braunsbedra im Saalekreis. Neben Fußball werden weitere Sportarten angeboten, z. B. Leichtathletik, Ringen und Volleyball. Heimstätte der Fußballabteilung des Vereins ist das „Stadion des Friedens“, der SVB ist ein Nachfolger der BSG Aktivist Geiseltal-Mitte.

## Aktivist Geiseltal Mücheln/Aktivist Geiseltal-Mitte
Der SV Braunsbedra entstand im Jahr 1950 aus einer Fusion der SG Neumark und der SG Mücheln unter der Bezeichnung Betriebssportgemeinschaft (BSG) Aktivist Geiseltal Mücheln. Als Trägerbetrieb fungierte der ortsansässige Tagebau des Mitteldeutschen Braunkohlereviers. Ab 1960 folgte mit der Abspaltung von Aktivist Neumark eine Umbenennung in Aktivist Geiseltal-Mitte.
Im Fußball agierte die Reviermannschaft ab 1953 in der drittklassigen Bezirksliga Halle, die mit gesicherten Mittelfeldplätzen gehalten wurde. 1957 reichte hinter Chemie Bitterfeld und vor Stahl Helbra ein zweiter Rang zum Aufstieg zur II. DDR-Liga, welche zuvor von zwei auf fünf Staffeln aufgestockt wurde. Die II. DDR-Liga hielt Aktivist Geiseltal-Mitte bis zu deren Auflösung in der Spielzeit 1962/63, wobei keine realistische Chance im Aufstiegskampf zur DDR-Liga bestand. 1964 wurde Geiseltal-Mitte wieder in den Hallenser Bezirksligabereich zurückgestuft, der mit kurzzeitigen Unterbrechungen bis 1985 gehalten wurde. Mit der Wende fusionierte Aktivist Geiseltal-Mitte mit Chemie Lützkendorf zum SV Braunsbedra.

## SV Braunsbedra
Am 16. August 1990 wurde die bisherige Betriebssportgemeinschaft in einen eingetragenen Verein umgewandelt und nahm den Namen Sportverein Braunsbedra an. Der 1. Fußballmannschaft gelang 1995 erstmals der Aufstieg zur Verbandsliga Sachsen-Anhalt. In der höchsten Spielklasse Sachsen-Anhalts spielte der SVB sofort in höheren Tabellenregionen, 2001 errang der Verein mit knappen Vorsprung auf FC Grün-Weiß Wolfen und dem SV Dessau 05 die Meisterschaft. Der damit verbundene Aufstieg zur Oberliga Nordost erwies sich für den SVB als eine Nummer zu groß. Mit lediglich elf Saisonpunkten stieg Braunsbedra gemeinsam mit dem VfB Zittau und dem BSG Stahl Riesa postwendend wieder ab. Nach weiteren Abstiegen aus der Verbandsliga Sachsen-Anhalt und der Landesliga Süd spielt der Verein seit 2019 Landesklasse (achthöchste Spielklasse). 
Sportlicher Werdegang
| Von  | Bis   | Liga                        |
| 2001 | 2002  | NOFV Oberliga Süd           |
| 2002 | 2007  | Verbandsliga Sachsen-Anhalt |
| 2007 | 2019  | Landesliga Süd              |
| 2019 | heute | Landesklasse                |

## Volleyball
Die Frauenmannschaft des SV Braunsbedra spielt seit der Saison 2017/18 in der Dritten Liga Nord.

## Statistik
- Teilnahme II. DDR-Liga: 1958 bis 1962/63
- Teilnahme FDGB-Pokal: 1960 (2. HR 3:0 gegen die SG Zwenkau und 0:2 gegen den SC Dynamo Berlin), 1963 (2. HR 3:2 gegen Motor Steinach und 0:7 gegen ASG Vorwärts Cottbus)
- Teilnahme Oberliga Nordost: 2001/02

## Personen
- Hartmut Pelka
- Martin Schwendler